# Карате-Уріо
Карате-Уріо (італ. Carate Urio) — муніципалітет в Італії, у регіоні Ломбардія, провінція Комо.
Карате-Уріо розташоване на відстані близько 520 км на північний захід від Рима, 50 км на північ від Мілана, 7 км на північний схід від Комо.
Населення — 1186 осіб (2014).

## Демографія
Населення за роками:

Станом на 1 січня 2023 року в муніципалітеті офіційно проживали 74 іноземці з 26 країн, серед них 27 громадян країн Євросоюзу та 4 громадяни України.

## Сусідні муніципалітети
- Лальйо
- Мольтразіо